# Hotel Grand Budapest
Hotel Grand Budapest (în engleză The Grand Budapest Hotel) este un film de comedie din 2014, regizat și scenarizat de Wes Anderson, cu Ralph Fiennes în rolul principal.
Filmul este o coproducție americano-britanico-germană și a fost turnat în Germania. Premiera filmului a avut loc în februarie 2014, la Festivalul Internațional de Film de la Berlin. The Grand Budapest Hotel a fost primit în general pozitiv de către critici, fiind inclus de mulți și în top 10 filme la sfârșitul anului. Filmul a fost lider la nominalizări BAFTA, cu 11 la număr, mai mult decât oricare alt film, inclusiv pentru cel mai bun film, cel mai bun regizor pentru Anderson și cel mai bun actor pentru Fiennes. Pelicula a câștigat Premiul Globul de Aur pentru cel mai bun actor (muzical/comedie) și a mai adunat alte trei nominalizări la Premiile Globul de Aur, inclusiv cel mai bun regizor pentru Anderson. De asemenea, The Grand Budapest Hotel a primit nouă nominalizări la Premiile Oscar, inclusiv pentru cel mai bun film și cel mai bun regizor.

## Rezumat
Filmul Hotel Grand Budapest descrie aventurile lui Gustave, un administrator legendar al unui hotel european renumit în perioada interbelică  și ale lui Moustafa, un băiat hamal care devine cel mai de încredere prieten al său. Povestea implică furtul și recuperarea unei picturi renascentiste neprețuite și lupta pentru o avere enormă a familiei - totul pe fondul mișcărilor dramatice și bruște care vor schimba întregul continent.
Hotelul se află în Republica fictivă Zubrowka.

## Distribuție
- Ralph Fiennes în rolul lui Monsieur Gustave H.[24][25]
- Tony Revolori în rolul tânărului Zero Moustafa[25]
- Adrien Brody în rolul lui Dmitri Desgoffe und Taxis[25][26][27]
- Willem Dafoe în rolul lui J.G. Jopling[25][26]
- Jeff Goldblum în rolul avocatului Vilmos Kovacs[25][26]
- Saoirse Ronan în rolul lui Agatha[25][28]
- Edward Norton în rolul inspectorului Henckels[25][26]
- F. Murray Abraham în rolul bătrânului Zero Moustafa[25][26]
- Mathieu Amalric în rolul lui Serge X.[25]
- Jude Law în rolul Autorului în tinerețe[25][26]
- Harvey Keitel în rolul lui Ludwig[25][26]
- Bill Murray în rolul lui Monsieur Ivan[25][26]
- Léa Seydoux în rolul lui Clotilde[25][29]
- Jason Schwartzman în rolul lui Monsieur Jean[25][26]
- Tilda Swinton în rolul lui Madame Céline Villeneuve Desgoffe und Taxis (Madame D.)[25][26][27]
- Tom Wilkinson în rolul Autorului la bătrânețe[25][30]
- Owen Wilson în rolul lui Monsieur Chuck[25][26]
- Bob Balaban în rolul lui M. Martin[30]
- Giselda Volodi⁠(it)[traduceți] în rolul surorii lui Serge
- Waris Ahluwalia în rolul lui M. Dino
- Neal Huff în rolul locotenentului
- Lisa Kreuzer în rolul lui Grande Dame
- Florian Lukas în rolul lui Pinky
- Karl Markovics în rolul lui Wolf
- Larry Pine în rolul lui Mr. Mosher
- Daniel Steiner în rolul lui Anatole
- Fisher Stevens în rolul lui M. Robin
- Wallace Wolodarsky în rolul lui M. Georges (sub numele de Wally Wolodarsky)